# Anubis umtaliensis
Anubis umtaliensis là một loài bọ cánh cứng trong họ Cerambycidae.